# Matthias Bachinger
Matthias Bachinger, né le 2 avril 1987 à Munich, est un joueur de tennis allemand, professionnel de 2005 à 2023.

## Carrière
Son meilleur classement en simple est une 85e place mondiale, obtenue le 15 août 2011. 
Sur le circuit ATP, il atteint sa première finale sur le circuit ATP au tournoi de Metz 2018 en battant l'Espagnol Jaume Munar, puis deux lucky losers, le Français Grégoire Barrère et l'Allemand Yannick Maden, puis il crée la surprise en battant la tête de série no 1 du tournoi, le Japonais Kei Nishikori. Il n'arrive pas à conclure sa semaine car il finit par s'incliner en finale face au Français Gilles Simon en deux sets.
En double, il atteint la finale du tournoi d'Atlanta en double avec Frank Moser en 2011 où il perd face à la paire constituée de l'Australien Matthew Ebden et de l'Américain Alex Bogomolov.
Matthias Bachinger a remporté trois tournois Challenger en simple (Louisville, Loughborough et Athènes), ainsi que quatre tournois Challenger en double (Rimini, Marbourg, Wolfsbourg et Meerbusch).
Il prend sa retraite officiellement en avril 2023 à l'issue du tournoi de Munich.

## Palmarès

### Finale en simple
| No | Date       | Nom et lieu du tournoi | Catégorie | Dotation  | Surface    | Vainqueur    | Score     |          |
| -- | ---------- | ---------------------- | --------- | --------- | ---------- | ------------ | --------- | -------- |
| 1  | 17-09-2018 | Moselle Open, Metz     | ATP 250   | 501 345 € | Dur (int.) | Gilles Simon | 7-62, 6-1 | Parcours |

### Finale en double
| No | Date       | Nom et lieu du tournoi               | Catégorie | Surface    | Vainqueurs                   | Partenaire  | Score            |          |
| -- | ---------- | ------------------------------------ | --------- | ---------- | ---------------------------- | ----------- | ---------------- | -------- |
| 1  | 18/07/2011 | Atlanta Tennis Championships Atlanta | ATP 250   | Dur (ext.) | Alex Bogomolov Matthew Ebden | Frank Moser | 3-6, 7-5, [10-8] | Parcours |

## Parcours dans les tournois duGrand Chelem

### En simple
| Année | Open d'Australie | Open d'Australie | Internationaux de France | Internationaux de France | Wimbledon       | Wimbledon      | US Open         | US Open          |
| ----- | ---------------- | ---------------- | ------------------------ | ------------------------ | --------------- | -------------- | --------------- | ---------------- |
| 2011  | —                | —                | —                        | —                        | 1er tour (1/64) | Gaël Monfils   | 1er tour (1/64) | Igor Kunitsyn    |
| 2012  | 1er tour (1/64)  | Ryan Sweeting    | —                        | —                        | 1er tour (1/64) | K. de Schepper | 1er tour (1/64) | Márcos Baghdatís |
|       |                  |                  |                          |                          |                 |                |                 |                  |
| 2014  | —                | —                | —                        | —                        | —               | —              | 2e tour (1/32)  | Andy Murray      |
| 2015  | 2e tour (1/32)   | Jarkko Nieminen  | 1er tour (1/64)          | M. Granollers            | —               | —              | —               | —                |
|       |                  |                  |                          |                          |                 |                |                 |                  |
| 2018  | 1er tour (1/64)  | David Goffin     | —                        | —                        | —               | —              | —               | —                |

N.B. : à droite du résultat se trouve le nom de l'ultime adversaire.

### En double
| Année | Open d'Australie                 | Open d'Australie    | Internationaux de France | Internationaux de France | Wimbledon                | Wimbledon              | US Open                          | US Open              |
| ----- | -------------------------------- | ------------------- | ------------------------ | ------------------------ | ------------------------ | ---------------------- | -------------------------------- | -------------------- |
| 2011  | —                                | —                   | —                        | —                        | 2e tour (1/16) F. Moser  | J. I. Chela E. Schwank | 1er tour (1/32) P. Kohlschreiber | J. Delgado J. Marray |
| 2012  | 1er tour (1/32) P. Kohlschreiber | L. Hewitt P. Luczak | 1er tour (1/32) F. Moser | S. González C. Kas       | 1er tour (1/32) T. Kamke | J. Delgado K. Skupski  | —                                | —                    |

N.B. : le nom du partenaire se trouve sous le résultat ; le nom des ultimes adversaires se trouve à droite.

## Parcours dans lesMasters 1000
| Année | Indian Wells           | Miami | Monte-Carlo | Madrid | Rome | Canada | Cincinnati | Shanghai | Paris |
| ----- | ---------------------- | ----- | ----------- | ------ | ---- | ------ | ---------- | -------- | ----- |
| 2012  | 1er tour Kohlschreiber | —     | —           | —      | —    | —      | —          | —        | —     |

N.B. : sous le résultat se trouve le nom de l’ultime adversaire.

## Classements ATP en fin de saison
| Année          | 2004 | 2005 | 2006 | 2007 | 2008 | 2009 | 2010 | 2011 | 2012 | 2013 | 2014 | 2015 | 2016 | 2017 | 2018 |
| Rang en simple | 1077 | 745  | 324  | 176  | 217  | 242  | 188  | 94   | 104  | 161  | 141  | 220  | 488  | 182  | 130  |
| Rang en double | 1436 | 884  | 827  | 369  | 326  | 471  | 462  | 159  | 531  | 799  | 542  | -    | 1272 | 1215 | 785  |

Source : (en) Classements de Matthias Bachinger sur le site officiel de la Fédération internationale de tennis